# Tahir Emra
Tahir Emra, född 10 mars 1938 i Gjakova, Kungariket Jugoslavien (i nuvarande Kosovo), död 7 oktober 2024, var en kosovansk konstnär (målare) med albansk etnicitet.
Tahir Emra var medlem i Kosovos konst- och vetenskapsakademi. Han undervisades vid en konstskola i Peja. Han vidareutbildades vid en konsthögskola i Belgrad där han tog examen 1966. Han var en av medgrundarna till Kosovos akademi för de sköna konsterna 1974.
Han anses som en av förespråkarna av 1960-talets moderna konst i Kosovo. Han verk har haft utställningar i Jugoslavien under 1970- och 80-talen.

### Fotnoter
1. 1 2 3 4 5  Elsie, Robert (2004). Historical dictionary of Kosova. Scarecrow Press. sid. 58. ISBN 0-8108-5309-4. http://books.google.com/books?id=Fnbw1wsacSAC
2. ↑  Der Akademiker Tahir Emra ist verstorben (tyska)